# کری لتونن
کری لتونن (انگلیسی: Kari Lehtonen؛ زادهٔ ۱۶ نوامبر ۱۹۸۳) بازیکن هاکی روی یخ اهل فنلاند است.